# La Valnurese
La Valnurese, soit « la dame du Val de Nure » en français, également connue sous le nom de La Plumassière, est une sculpture en bronze de l'artiste Élisabeth Cibot située Grande-Rue-Charles-de-Gaulle dans la commune française de Nogent-sur-Marne, dans la cour de l'ensemble résidentiel « Petite Italie » du centre-ville de Nogent. 
La statue, à l'effigie selon certaines sources de la Première dame de France Carla Bruni-Sarkozy, représente une plumassière en tenue de travail, faisant référence aux ouvrières d'origine italienne qui travaillaient dans la manufacture de plumes de la ville à la fin du XIXe siècle et au début du XXe siècle,.

## Origines du projet
La réalisation d'une sculpture en mémoire de l'histoire ouvrière de la ville de Nogent s'inscrit dans un plan d'urbanisme qui prévoyait la construction d'un ensemble résidentiel de style italien, baptisé « Petite Italie », et d'une place publique, sur l'ancien site de la caserne des sapeurs-pompiers du centre-ville de Nogent-sur-Marne. Il est à l'origine question de la réalisation d'un bas-relief représentant un viaduc construit par les Italiens. La sculptrice nantaise Élisabeth Cibot, séduite par le projet, répond en 2008 à l'appel d'offres lancé par la ville de Nogent.
La réalisation d'une sculpture en trois dimensions est le fruit de discussion entre la sculptrice, le maire de Nogent Jacques J. P. Martin et le président de la Cogedim. La représentation d'un maçon italien est proposée dans un premier temps, mais c'est la représentation d'une femme qui s'est finalement imposée.

## Conception

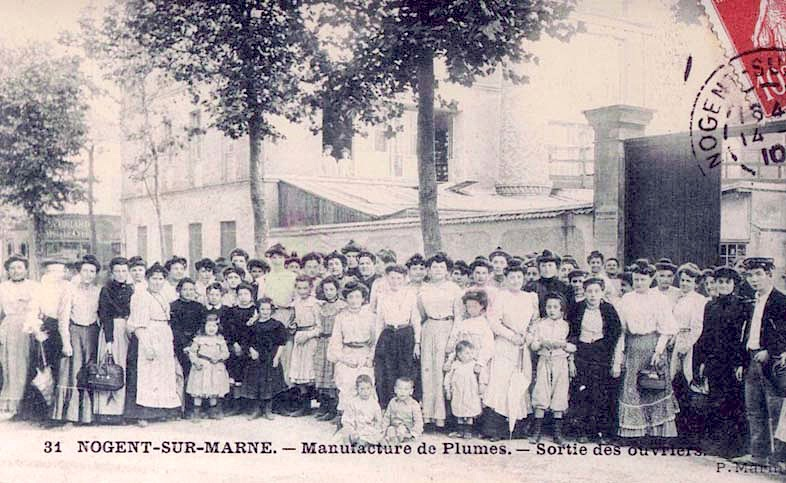
Cette carte postale a été une source d'inspiration dans la réalisation du prototype de la sculpture.

La réalisation d'une telle sculpture s'étale sur plus d'une année. Elle comprend plusieurs étapes, dont la création d'une armature en fer, un modelage en terre, le moulage puis la fonte en bronze.
L'idée de la représentation d'une plumassière est le fruit de recherches de l'artiste aux archives de la Ville, au cours desquelles elle découvre l'histoire de industrie de traitement de plumes d'autruche de Nogent au début du XXe siècle. La manufacture de plumes de Nogent employait alors des femmes d'origine italienne de la province de Plaisance. La tenue des ouvrières, en robes longues et bustiers, est inspirée d'une carte postale ancienne, en noir et blanc, datant de 1910, représentant les plumassières de la manufacture de Nogent.